# Saint-Vincent-Rive-d'Olt
Saint-Vincent-Rive-d'Olt é uma comuna francesa na região administrativa de Occitânia, no departamento de Lot. Estende-se por uma área de 19,9 km². Em 2010 a comuna tinha 458 habitantes (densidade: 23 hab./km²).